# Ligunga
Ligunga ist ein Verwaltungsbezirk (Ward) des Distrikts Tunduru in der tansanischen Region Ruvuma.

## Geografie
Ligunga liegt im Süden von Tansania etwa 30 Kilometer nordwestlich der Stadt Tunduru und 160 Kilometer Luftlinie östlich der Regionshauptstadt Songea. Der Bezirk grenzt im Norden an die Region Lindi, im Osten an Masonya, im Südosten an Nandembo, im Süden an Nampungu, im Südwesten an Matemanga und im Westen an Jakika. Bei der Volkszählung 2022 lebten 10.498 Menschen in 2582 Haushalten auf einer Fläche von 673 Quadratkilometern.

## Gliederung
Der Bezirk besteht aus drei Gemeinden (Mtaa) mit 36 Orten (Kitongoji):
| Ligunga - Mwanyambi - Ndorobo - Kwahashimu - Utukulu - Kwantila - Uwasi - Litembo - Mangolole - Cheleweni - Njawanga - Kilimani - Namilamba - Mbarikiwa | Mtengashari - Magazini - Magomeni - Sisi Kwa Sisi - Kijiweni - Mchangano - Ofisini - Miembeni - Misufini - Mnazimmoja - Minazini - Ukombozi - Mikoroshoni | Twendembele - Sokoine - Semeni - Muhimbili - Mshikamano - Amani - Kawoleni - Mageuzi - Mapinduzi - Uzunguni - Makondeko - Kaunda |

## Wirtschaft und Infrastruktur
- Bildung: Die Ligunga Secondary School ist eine staatliche weiterführende Schule mit einer Ausbildung bis zur 4. Stufe.[8]
- Gesundheit: In den Gemeinden Ligunga und Twendembele gibt es je eine staatliche Apotheke.[9][10]
- Straße: Durch den Süden des Bezirks verläuft die asphaltierte Nationalstraße T6, die nach Westen nach Songea und nach Osten über Tunduru nach Mtwara bis zum Indischen Ozean führt.[11]